# Luigi Einaudi
Luigi Einaudi (n. 24 martie 1874, Carrù, Piemont, Italia – d. 30 octombrie 1961, Roma, Italia) a fost un politician italian, 2-lea președinte al Italiei, în funcție în perioada 12 mai 1948 – 11 mai 1955.